# Острво Северни Маниту
Острво Северни Маниту се налази близу језера Мичиген, приближно 19 км западно-северозападно од Лилано у држави Мичиген. Дугачка је готово осам миља, а широка више од 6 km (3,7 mi), са 32 километра обале. Има површину од 57,876 km2 (22,346 sq mi) и нема становништва. Мање острво Јужни Маниту лежи на његовом југозападу.

## Изглед
Острво Северно Маниту има облик наопаке сузе, са сада пошумљеним телом „капљице“ која окружује језеро Маниту, а реп капљице сужава се светионика на југоисточном делу острва. Пристаниште за трајекте и станица чувара налазе се на централној источној обали острва, непосредно источно од језера Маниту.
Острво се налази у округу Лилано и део је Националног језера Sleeping Bear Dunes, иако је од обале удаљено више од 9,7 км. Потребне су пропуснице за парк а постоје и накнаде за камповање. Острву се може приступити трајектом из Лилана; приватна пловила су дозвољена са ограниченим пристајањем. На острву нису дозвољена возила на точковима, осим оних која користи служба Националног парка, за одвожење мртвих јелена или за премештање врећа за смеће. На острву нису дозвољене логорске ватре, осим на јавним огњиштима у близини станице чувара. Слично томе, на истом подручју постоји само један одвод за воду и један помоћни објекат.

## Историја
Легенда која се приписује Оџибвеу објашњава порекло острва Маниту. Давно су медвед Мише Моква и њена два младунца покушали да пређу језеро Мичиген са обале Висконсина да би избегли велики шумски пожар. Мајка медвед је прешла преко ње, али су се њена близанци, иако су тешко пливала иза ње, утопила у језеру Мичигенн. Велики дух их је прекрио песком да би формирао два острва Маниту. Мајка медвед заувек чека да јој младунци стигну до обале - и тако национални парк добија име Дине уснулих медведа. Већина археолога верује да је рано насељавање староседелаца Америке било само привремено због оскудице природних ресурса и обиља ресурса на копну. Упркос овоме, постоје индикације активности староседелаца Америке и тамо се налазе нека од најранијих археолошких налазишта која су икада пронађена у Мичигену. То укључује седам локалитета, углавном на источној страни. Ова налазишта датирају између 8000 и 600 пне. Пронађени предмети укључују: камене и кремене алате, бакарно шило, керамику и остатке кануа. 
Николас Пикард је вероватно био први (између 1842. и 1846. године) када је дошао на острво. Нема података да је господин Пикард поседовао земљу на Северном Манитуу када је тамо почео да експлоатише дрвну грађу. Иако постоји запис да је прво на Јужном Манитуу основана станица за сечу дрвета, многи путници који су оставили писане извештаје нису јасно ставили до знања које су острво посетили. На пример, добро познато Лето на језерима, списатељице Маргарет Фулер, 1843. године, врло вероватно препричава посету Јужном Манитуу. На источној и западној страни острва изграђени су молови како би пароброди товарили дрва током путовања по језеру Мичиген.
На острву је било још неколико операција сече дрвећа на западној страни а касније и на источној и северној за сечење сирових трупаца. 
Неки досељеници са острва окренули су се пољопривреди, узгајању јабука и трешања; остаци ових воћњака још се могу видети. Од краја 1940-их до 1960-их, Фондација William R. Angell Foundation, која је поседовала већи део острва, користила је увезену популацију јелена као економски ресурс, угошћујући ловце. Фондација је подржала велику популацију јелена комерцијалним блоковима соли и прилагођеном храном. Јелен је насељавао острвске шуме, дајући осећај попут парка чак и најдубљим шумама. За довођење ловаца коришћена је 1200 м осветљена писта, сада поље на источној страни острва, поред предвиђених терена за камповање.
На источној страни острва постојала је летња колонија која је започела крајем 19. века. Група успешних чикашких бизнисмена изградила је викендице. Служба националног парка заузима стару америчку спасилачку станицу (касније америчку обалску стражу) у близини места на којима брод Леланд спушта кампере. На јужном крају острва био је светионик, саграђен 1896. године, аутоматизован 1932. године, укинут 1938. године и уништен 1942. године.
Након што је фондација продала већи део острва влади Сједињеним Државама, популација јелена је опала због недостатка вештачке хране. Шуме су порасле, многе чистине се уништавају; претходно отворен простор све брже преузимају шуме. Сада, након деценија поновног раста, тешко је уопште уочити било којег јелена. Све зграде изграђене након педесетих година 20. века предвиђене су за рушење или су већ срушене.
Иако је у различито време било мање насељено од острва Маниту, током његовог насељавања засађени су засади јабука и трешања. Сада ненасељени, осим ротирајућих чувара националног парка и тамо додељених екипа за одржавање, домаћинства и већина зграда бивших насељеника на острву леже у различитим државама рушевина. Током летњих месеци разне су зграде ограђене. На југоистоку острва постоји гробље на коме су сахрањени неки од бивших становника острва.

## Данас
Острва Маниту окружена су са преко 50 олупина бродова; неколико од њих су популарна (и заштићена) места за роњење.
Острво има систем стаза, остатака острвских неасфалтираних путева. На западној страни острва још увек се може ходати остацима железничке пруге. Камповање у дивљини дозвољено је широм острва, а постоји неколико одређених кампова у близини станице чувара на пристаништу. Филтрирана вода је доступна у чуварској станици, са ограниченим природним изворима. Постоји једно велико језеро у унутрашњости, језеро Маниту, погодно за риболов, и друго, језеро Тамарак, које је сада у основи мочвара од кедровине. Острво је окружено динама на северозападној и југозападној страни.
Острвски сисари укључују којоте, даброве, јелене белорепе и источне веверице. Популација ракуна изумрла је због болести нешто пре 2002. године. Могу се видети бројне птице певачице и водене птице. Људско узнемиравање подручја за гнездење погубно је за успешну репродукцију. Стога је подручје код светионика затворено за планинаре од 1. маја до 15. августа сваке године. Често се виђају орлови, посебно током пролећне и ране летње сезоне гнежђења. На острву има пуно змија. Постоји годишња сезона лова на јелене како би се ограничила величина популације.

## Клима
| Ј                                     | Ф         | М        | А        | М       | Ј        | Ј        | А        | С         | О     | Н       | Д      |
| 79 −4 −6                              | 61 −7 −19 | 60 −3 −7 | 126 1 −2 | 101 4 2 | 86 11 10 | 94 16 13 | 59 18 16 | 124 17 16 | 173 9 | 124 7 5 | 78 5 0 |
| Просечне макс. и мин. температуре у ° |           |          |          |         |          |          |          |           |       |         |        |
| Укупне падавине у                     |           |          |          |         |          |          |          |           |       |         |        |
| Извор:                                |           |          |          |         |          |          |          |           |       |         |        |

| Империјална конверзија                | Империјална конверзија | Империјална конверзија | Империјална конверзија | Империјална конверзија | Империјална конверзија | Империјална конверзија | Империјална конверзија | Империјална конверзија | Империјална конверзија | Империјална конверзија | Империјална конверзија |
| ------------------------------------- | ---------------------- | ---------------------- | ---------------------- | ---------------------- | ---------------------- | ---------------------- | ---------------------- | ---------------------- | ---------------------- | ---------------------- | ---------------------- |
| Ј                                     | Ф                      | М                      | А                      | М                      | Ј                      | Ј                      | А                      | С                      | О                      | Н                      | Д                      |
| 3,1 25 21                             | 2,4 19 −2              | 2,4 27 19              | 5 34 28                | 4 39 36                | 3,4 52 50              | 3,7 61 55              | 2,3 64 61              | 4,9 63 61              | 6,8 48                 | 4,9 45 41              | 3,1 41 32              |
| Просечне макс. и мин. температуре у ° |                        |                        |                        |                        |                        |                        |                        |                        |                        |                        |                        |
| Укупне падавине у инчима              |                        |                        |                        |                        |                        |                        |                        |                        |                        |                        |                        |

| Ј                                     | Ф         | М        | А        | М       | Ј        | Ј        | А        | С         | О     | Н       | Д      |
| 79 −4 −6                              | 61 −7 −19 | 60 −3 −7 | 126 1 −2 | 101 4 2 | 86 11 10 | 94 16 13 | 59 18 16 | 124 17 16 | 173 9 | 124 7 5 | 78 5 0 |
| Просечне макс. и мин. температуре у ° |           |          |          |         |          |          |          |           |       |         |        |
| Укупне падавине у                     |           |          |          |         |          |          |          |           |       |         |        |
| Извор:                                |           |          |          |         |          |          |          |           |       |         |        |

| Империјална конверзија                | Империјална конверзија | Империјална конверзија | Империјална конверзија | Империјална конверзија | Империјална конверзија | Империјална конверзија | Империјална конверзија | Империјална конверзија | Империјална конверзија | Империјална конверзија | Империјална конверзија |
| ------------------------------------- | ---------------------- | ---------------------- | ---------------------- | ---------------------- | ---------------------- | ---------------------- | ---------------------- | ---------------------- | ---------------------- | ---------------------- | ---------------------- |
| Ј                                     | Ф                      | М                      | А                      | М                      | Ј                      | Ј                      | А                      | С                      | О                      | Н                      | Д                      |
| 3,1 25 21                             | 2,4 19 −2              | 2,4 27 19              | 5 34 28                | 4 39 36                | 3,4 52 50              | 3,7 61 55              | 2,3 64 61              | 4,9 63 61              | 6,8 48                 | 4,9 45 41              | 3,1 41 32              |
| Просечне макс. и мин. температуре у ° |                        |                        |                        |                        |                        |                        |                        |                        |                        |                        |                        |
| Укупне падавине у инчима              |                        |                        |                        |                        |                        |                        |                        |                        |                        |                        |                        |